# Ernst Hoffmann
Pour les articles homonymes, voir Hoffmann.
Ernst Theodor Amadeus Hoffmann (né le 13 janvier 1880 et mort le 28 janvier 1952), est un historien allemand de la philosophie.

## Biographie
Après avoir fréquenté le lycée prince-Henri (de) de Berlin, Ernst Hoffmann étudie à partir de 1899 la philologie (auprès d’Ulrich von Wilamowitz-Moellendorf et de Hermann Diels) et la théologie (auprès d’Adolf von Harnack) à Berlin, la philosophie à Heidelberg et à Göttingen (avec le soutien décisif de Kuno Fischer et de Paul Hensel). À Berlin, il assiste également aux cours de Dilthey, Simmel et Paulsen.
En 1905, après l’examen d’État en langues classiques et en propédeutique philosophique, il soutient sa thèse sous la direction de Diels avec un travail sur le livre Η de la Physique d’Aristote. À partir de 1907, Hoffmann enseigne à Berlin au Gymnasium-Mommsen de Charlottenburg. Il concentre alors ses travaux scientifiques sur la philosophie de Platon.
À l’hiver 1916-1917, Hoffmann est soldat au front pendant quelques mois, comme canonnier dans un régiment d’artillerie.
En 1922, il est nommé professeur de philosophie et de pédagogie à l’Université de Heidelberg (Ruprecht-Karls-Universität Heidelberg). Ce faisant, il décline une nomination offerte en même temps à Hambourg.
À Heidelberg, ses travaux en histoire de la philosophie portent principalement sur l’héritage platonicien et aristotélicien. Il travaille également à l’édition et à l’interprétation des écrits de Nicolas de Cues.
En 1927, il prend la direction de la Commission Nicolas de Cues (Cusanus-Kommission) de l’Académie des sciences de Heidelberg (Heidelberger Akademie der Wissenschaften).
En 1923, Hoffmann était devenu membre du DDP (Parti démocrate allemand). Il est actif au plan de la politique d’éducation et s’investit entre autres contre la division de l’instruction obligatoire par confession. Il met également en garde contre le risque qu’une surcharge d’étudiants mettrait en péril la formation académique. Il développera ses réflexions sur l’éducation et la pédagogie dans de nombreux essais, dont l’horizon s’étend de l’origine de la pensée pédagogique dans la philosophie de Platon jusqu’à la problématique de l’éducation dans un État démocratique.
Au cours de son existence, Hoffmann s'est lié d’amitié avec Ernst Cassirer dont il avait, entre 1916 et 1920, suivi les cours magistraux à Berlin. Plus tard, une étroite communauté intellectuelle l’unit au philosophe, notamment à travers leur participation au cercle de la Bibliothèque Warburg et la publication conjointe d’une Histoire de la philosophie antique. Enfin, Hoffmann fit plusieurs visites amicales à Cassirer lors de son exil en Suède.
À la fin de la préface du premier tome de la Philosophie des formes symboliques (1923), Cassirer souligne l’importante communauté de pensée avec Hoffmann quant à l’élaboration de l’ouvrage.
Parmi les étudiants illustres de Hoffmann, on compte Paul Oskar Kristeller (1905-1999), qui obtient son doctorat sous sa direction avec une thèse sur Plotin en 1928, ainsi que Raymond Klibansky (1905-2005), qui, en 1928 également, dépose sous sa direction une thèse de doctorat sur Proclus. À partir de 1929, Kilbansky collabore comme boursier à l’édition des écrits de Nicolas de Cues (Cusanus-Edition) avec Hoffmann.
Le 1er novembre 1935, Hoffmann est contraint par les autorités national-socialistes à renoncer à son enseignement pour raisons raciales et politiques. Il se consacre désormais entièrement à l’édition de Nicolas de Cues.
En 1945, Hoffmann reprend son enseignement pour quelques semestres, mais sa santé se détériore et il est contraint de mener ses derniers séminaires depuis son domicile. En 1948, il est nommé professeur émérite; puis, en 1950, la faculté de théologie de Heidelberg lui décerne le titre de docteur honoris causa.
Hoffmann fut membre de l’Académie des sciences de Heidelberg (Heidelberger Akademie der Wissenschaften) et coéditeur des Heidelberger Abhandlungen zur Philosophie und ihrer Geschichte.
Il meurt à Heidelberg le 28 janvier 1952.
Sa bibliothèque est acquise par l’Université de Montréal en 1952, sous l’impulsion de Raymond Klibansky, et se trouve aujourd’hui à la Bibliothèque des livres rares et collections spéciales sous le titre de Collection Hoffmann.

## Œuvres

### Monographies
- De Aristotelis Physicorum libri septimi origine et auctoritate pars prior, (thèse de doctorat, 1905).
- Die griechische Philosophie von Thales bis Platon, Leipzig & Berlin, 1921.
- avec E. Cassirer, Die Geschichte der antiken Philosophie (Lehrbuch der Philosophie – hg. v. Max Dessoir), Berlin, 1925.
- Platonismus und Mittelalter. Vorträge der Bibliothek Warburg, 1923–24, Bd. III, 1926.
- Das Universum des Nikolaus von Cues, Heidelberg, 1930.
- Die Freiheit von Forschung und Lehre, Heidelberg, 1931.
- Platonismus und Mystik im Altertum, Heidelberg, 1935.
- Leben und Tod in der stoischen Philosophie, Heidelberg, 1946.
- Nikolaus von Cues. Zwei Vorträge, Heidelberg, 1947.
- Über Platons Symposium, Heidelberg, 1947.
- Platon, Zürich, 1950; Réédition : Platon. Eine Einführung in sein Philosophieren, Reinbek, 1961.

### Essais en anglais
- "Platonism in Augustine's Philosophy of History", in: R. Klibansky, H. J. Paton (éd.), Philosophy and History: The Ernst Cassirer Festschrift, Oxford, 1936, p. 173-190.

### Publications posthumes
- Pädagogischer Humanismus, Zürich, 1955.
- Platonismus und christliche Philosophie, Zürich et Stuttgart, 1960.
- Drei Schriften zur griechischen Philosophie, Heidelberg, 1964.

### Comme éditeur (avec Raymond Klibansky)
- Cusanus-Texte, I. Predigten, Dies Sanctificatus v. J. 1439, 1929.
- Nicolai de Cusa Opera Omnia, Vol. I: De docta ignorantia, Leipzig, 1932.

## Littérature secondaire
- T. Cassirer, Mein Leben mit Ernst Cassirer, Hildesheim, 1981, p. 111–113.
- J. Hansson & S. Nordin, Ernst Cassirer : The Swedish Years, Bern, Peter Lang, 2006
- G. Leroux et P. Despoix, « Raymond Klibansky (1905-2005). Esquisse d’une biographie intellectuelle », in : R. Klibansky, Tradition antique et tolérance moderne, Montréal, 2016, p. 8-22.
- P. O. Kristeller et M. L. King, « Iter Kristellerianum : The European Journey (1905-1939) », in : Renaissance Quarterly, Vol. 47, no 4, 1994, p. 911-916.
- P. O. Kristeller, « Platonismus und Christliche Philosophie. By Ernst Hoffmann », in : Journal of the History of Philosophy, Vol. 1, no 1, 1963, p. 99-102. [10.1353/hph.2008.0996]
- R. J. Hirst, « Platon. By Ernst Hoffmann. Artemis-Verlag, Zürich, 1950. », in : Mind, Vol. 60, no 237, 1951, p. 129-133.
- Anne Forbes Liddell, « Communication : A Personal Tribute to Ernst Hoffmann (1880-1952) », The Journal of Philosophy, Vol.49, No.15, juillet 1952, p. 505-506.
- M. Vanhoutte, « Ernst Hoffmann Platon, Zürich. Artemis-Verlag », 1950, Revue Philosophique de Louvain, vol. 50, no 25, 1952, p. 130-133.
- P. Wilpert, « Leben und Schriften Ernst Hoffmanns », in : E. Hoffmann, Platonismus und christliche Philosophie, Zürich et Stuttgart, 1960, p. 479-497.

### Article d'encyclopédie
- Herbert Schmitt, Hoffmann, Ernst, in: Neue Deutsche Biographie (NDB), Vol. 9, Berlin, 1972, p. 414 sq.

## Sources
- (de) Cet article est partiellement ou en totalité issu de l’article de Wikipédia en allemand intitulé « Ernst Hoffmann (Philosophiehistoriker) » (voir la liste des auteurs).